# Гобиоморфы
Гобиоморфы (лат. Gobiomorphus) — род лучепёрых рыб из семейства элеотровых (Eleotridae). В состав рода включают 9 видов. Эндемики Австралии и Новой Зеландии. Максимальная длина тела представителей разных видов варьирует от 8,2 до 19 см. Некоторые виды полностью пресноводные, однако, большинство представителей рода нерестятся в пресной воде, после вылупления личинки скатываются в море и затем, проведя несколько месяцев в морской воде, возвращаются в пресноводные водоёмы. Питаются водными насекомыми, моллюсками и ракообразными. В рацион крупных особей входят также мелкие рыбы.

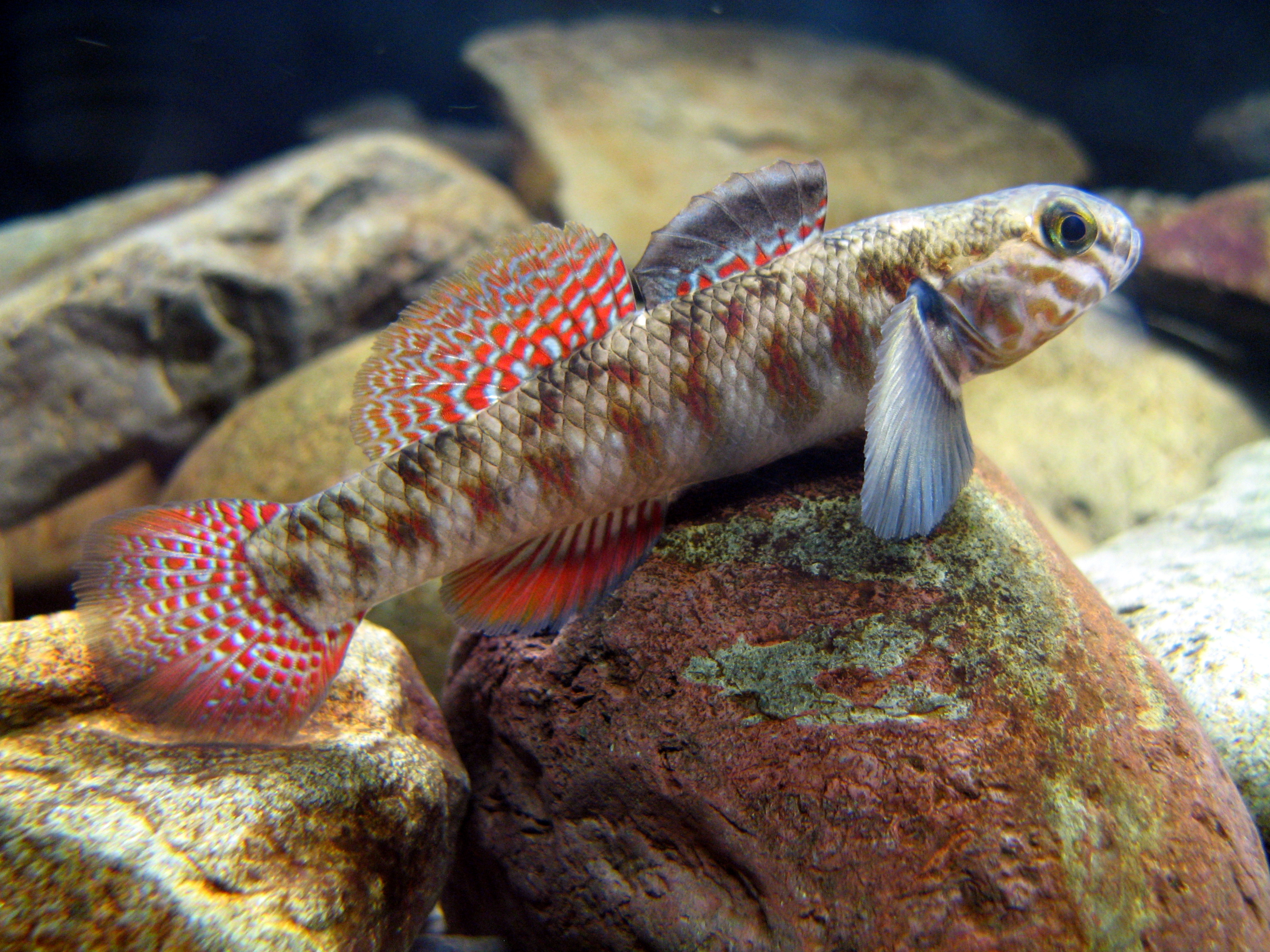
Gobiomorphus huttoni

## Классификация
В состав рода включают 9 видов:
- Gobiomorphus alpinus Stokell, 1962
- Gobiomorphus australis (Krefft, 1864)
- Gobiomorphus basalis (Gray, 1842) — Обыкновенный гобиоморф
- Gobiomorphus breviceps (Stokell, 1939)
- Gobiomorphus cotidianus McDowall, 1975
- Gobiomorphus coxii (Krefft, 1864)
- Gobiomorphus gobioides (Valenciennes, 1837)
- Gobiomorphus hubbsi (Stokell, 1959)
- Gobiomorphus huttoni (Ogilby, 1894)